# Усечённая квадратная мозаика
| Усечённая квадратная мозаика  | Усечённая квадратная мозаика                                           |
| ----------------------------- | ---------------------------------------------------------------------- |
|                               |                                                                        |
| Тип                           | Полуправильная мозаика                                                 |
| Конфигурация вершины          | 4.8.8                                                                  |
| Символ Шлефли                 | t{4,4} tr{4,4} или {\displaystyle t{\begin{Bmatrix}4\\4\end{Bmatrix}}} |
| Символ Витхоффа               | 2 \| 4 4 4 4 2 \|                                                      |
| Симметрии                     | p4m, [4,4], (*442)                                                     |
| Симметрии вращения            | p4, [4,4]+, (442)                                                      |
| Диаграммы Коксетера — Дынкина | · или                                                                  |
| Группа Коксетера              | H4, [5,3,3,3]                                                          |
| Двойственные соты             | Разделённая квадратная мозаика                                         |
| Свойства                      | Изогональные соты                                                      |

Усечённая квадратная мозаика — полуправильная мозаика из правильных многоугольников на евклидовой плоскости с одним квадратом и двумя восьмиугольниками в каждой вершине. Это единственная мозаика из правильных выпуклых многоугольников, содержащая соприкасающиеся сторонами восьмиугольники. Символ Шлефли мозаики равен t{4,4}.
Конвей называл эти мозаики «truncated quadrille» (усечённая кадриль), поскольку она строится на основе операции усечения на квадратном паркете (кадрили).
Другие названия для этой схемы — средиземноморская мозаика и восьмиугольная мозаика, которые часто используют меньшие квадраты, а восьмиугольники  имеют перемежающиеся длинные и короткие стороны.
На плоскости существует 3 правильных и 8 полуправильных мозаик.

## Однородные раскраски
Существует две различные однородные раскраски усечённой квадратной мозаики. (Названия раскрасок по индексам цветов вокруг вершины (4.8.8): 122, 123.)
| · 2 цвета: 122 · | · 3 цвета: 123 · |

## Упаковка кругов
Мозаика из усечённых квадратов может быть использована для упаковки кругов, если разместить круги одинакового диаметра с центрами в вершинах мозаики. Каждый круг касается 3 других кругов в упаковке (контактное число). Поскольку все многоугольники имеют чётное число сторон, круги можно раскрасить альтернативным образом, как показано на втором рисунке.

## Варианты
Вариант мозаики, часто называемой средиземноморской мозаикой, состоит из более мелких квадратных плиток, расположенных диагонально относительно границ. Другие варианты содержат растянутые квадраты или восьмиугольники.
Пифагорова мозаика перемежает большие и маленькие квадраты и топологически эквивалентна усечённой квадратной мозаике. В ней квадраты повёрнуты на 45 градусов, а восьмиугольники преобразованы в квадраты с вершинами в середине сторон.
Плетёная мозаика тоже имеет ту же топологию, что и усечённая квадратная мозаика со сплющенными в прямоугольники восьмиугольниками.
| p4m, (*442)               | pmm (*2222)       | pmm (*2222)       | p4g, (4*2)         | p4g, (4*2)         | p4g, (4*2) | cmm, (2*22) |
| ------------------------- | ----------------- | ----------------- | ------------------ | ------------------ | ---------- | ----------- |
|                           |                   |                   |                    |                    |            |             |
| p4m, (*442)               | pmm (*2222)       | pmm (*2222)       | p4, (442)          | p4, (442)          | p4g, (4*2) | cmm, (2*22) |
|                           |                   |                   |                    |                    |            |             |
| Средиземноморская мозаика | Вытянутая мозаика | Вытянутая мозаика | Пифагорова мозаика | Пифагорова мозаика | Плетения   | Плетения    |

Голландская кладка имеет ту же топологическую структуру со сплющенными в прямоугольники восьмиугольниками:

## Связанные многогранники и мозаики
Усечённая квадратная мозаика (топологически) является частью последовательности однородных многогранников и мозаик с вершинными фигурами 4.2n.2n:
| Усечённые фигуры |        |        |        |          |          |          |          |        |
| Конф.            | 4.4.4  | 4.6.6  | 4.8.8  | 4.10.10  | 4.12.12  | 4.14.14  | 4.16.16  | 4.∞.∞  |
| n-kis figures    |        |        |        |          |          |          |          |        |
| Конф.            | V4.4.4 | V4.6.6 | V4.8.8 | V4.10.10 | V4.12.12 | V4.14.14 | V4.16.16 | V4.∞.∞ |

3-мерные биусечённые кубические соты, спроектированные в плоскость дают две копии усечённой мозаики. На плоскости соты могут быть представлена как  составная мозаика, а комбинацию можно рассматривать как квадратную мозаику со снятой фаской.
| node_1 · 4 · node_1 · 4 · node | node · 4 · node_1 · 4 · node_1 | · + |

### Построение Витхоффа из квадратной мозаики
Если раскрасить исходные грани квадратной мозаики красным цветом, жёлтым цветом плитки на месте вершин и синим цветом плитки на месте исходных сторон, все 8 форм будут различными. Однако, если рассматривать грани одинаково (как раскрашенные одним цветом), существует только три уникальные топологические формы: квадратная мозаика, усечённая квадратная мозаика, плосконосая квадратная мозаика.
| node_1 · 4 · node · 4 · node  | node_1 · 4 · node_1 · 4 · node   | node · 4 · node_1 · 4 · node  | node · 4 · node_1 · 4 · node_1   | node · 4 · node · 4 · node_1  | node_1 · 4 · node · 4 · node_1   | node_1 · 4 · node_1 · 4 · node_1    | node_h · 4 · node_h · 4 · node_h    | node · 4 · node_h · 4 · node_h   |
|                               |                                  |                               |                                  |                               |                                  |                                     |                                     |                                  |
| {4,4}                         | t{4,4}                           | r{4,4}                        | t{4,4}                           | {4,4}                         | rr{4,4}                          | tr{4,4}                             | sr{4,4}                             | s{4,4}                           |
| Uniform duals                 |                                  |                               |                                  |                               |                                  |                                     |                                     |                                  |
| node_f1 · 4 · node · 4 · node | node_f1 · 4 · node_f1 · 4 · node | node · 4 · node_f1 · 4 · node | node · 4 · node_f1 · 4 · node_f1 | node · 4 · node · 4 · node_f1 | node_f1 · 4 · node · 4 · node_f1 | node_f1 · 4 · node_f1 · 4 · node_f1 | node_fh · 4 · node_fh · 4 · node_fh | node · 4 · node_fh · 4 · node_fh |
|                               |                                  |                               |                                  |                               |                                  |                                     |                                     |                                  |
| V4.4.4.4                      | V4.8.8                           | V4.4.4.4                      | V4.8.8                           | V4.4.4.4                      | V4.4.4.4                         | V4.8.8                              | V3.3.4.3.4                          | V3.3.4.3.4                       |

### Связанные мозаики в других симметриях
| Симметрия *n42 [n,4]       | Сферическая | Сферическая | Евклидова  | Компактная гиперболическая | Компактная гиперболическая | Компактная гиперболическая | Компактная гиперболическая | Паракомп.  |
| Симметрия *n42 [n,4]       | *242 [2,4]  | *342 [3,4]  | *442 [4,4] | *542 [5,4]                 | *642 [6,4]                 | *742 [7,4]                 | *842 [8,4]…                | *∞42 [∞,4] |
| -------------------------- | ----------- | ----------- | ---------- | -------------------------- | -------------------------- | -------------------------- | -------------------------- | ---------- |
| Общеусечённая фигура       | 4.8.4       | 4.8.6       | 4.8.8      | 4.8.10                     | 4.8.12                     | 4.8.14                     | 4.8.16                     | 4.8.∞      |
| Общеусечённые двойственные | V4.8.4      | V4.8.6      | V4.8.8     | V4.8.10                    | V4.8.12                    | V4.8.14                    | V4.8.16                    | V4.8.∞     |

| Рисунок             |        |        |        |          |          |          |          |        |
| Конф.               | 4.4.4  | 4.6.6  | 4.8.8  | 4.10.10  | 4.12.12  | 4.14.14  | 4.16.16  | 4.∞.∞  |
| Двойственная фигура |        |        |        |          |          |          |          |        |
| Конф.               | V4.4.4 | V4.6.6 | V4.8.8 | V4.10.10 | V4.12.12 | V4.14.14 | V4.16.16 | V4.∞.∞ |

### Разделённая квадратная мозаика

Разделённая квадратная мозаика

Разделённая квадратная мозаика — мозаика евклидовой плоскости, двойственная усечённой квадратной мозаике. Она может быть построена, исходя из квадратной мозаики путём деления каждого квадрата на четыре равнобедренных прямоугольных треугольника, образуя бесконечную конфигурацию прямых. Эту же мозаику можно получить из квадратной мозаики путём деления каждого квадрата на два треугольника по диагонали, меняя попеременно направление диагоналей. Можно получить мозаику наложением двух квадратных решёток, одна из которых повёрнута на 45 градусов относительно другой и увеличена на множитель √2.
Конвей называл эту мозаику «kisquadrille» = «kis + quadrille», где kis — операция, которая добавляет центральную точку и треугольники и заменяет тем самым грани квадратной мозаики («quadrille»). Мозаика также иногда называется решёткой Union Jack ввиду сходства с флагом Великобритании.